# Anarchy
Anarchy: A Journal of Desire Armed ist eine englischsprachige anarchistische Zeitschrift, die zu den am meisten verbreiteten Publikationen des Anarchismus in Nordamerika gehört. Die quartalsweise erscheinende Zeitschrift wird seit 1980 an wechselnden Orten in den USA verlegt. Die Ausrichtung der Zeitschrift innerhalb des Anarchismus kann als nichtideologisch und kritisch bezeichnet werden; sie richtet sich an das breitere Publikum und ist nicht als theoretische Fachzeitschrift konzipiert.

„Toward a society based on mutual aid, voluntary cooperation & the liberation of desire - Für eine Gesellschaft auf der Grundlage von gegenseitiger Hilfe, freiwilliger Zusammenarbeit und Befreiung des Verlangens.“

## Geschichte
Die Zeitschrift wurde 1980 von Mitgliedern der Columbia Anarchist League aus Columbia (MO) gegründet und erschien dort fast 15 Jahre. Jason McQuinn, der zu den Gründern von Anarchy gehört und anfangs unter dem Pseudonym Lev Chernyi schrieb, war zum Ende dieser Zeit alleiniger Redakteur. McQuinn zog 1995 nach New York, wo die Zeitschrift zusammen mit Mitgliedern des Autonomedia-Kollektivs veröffentlicht wurde. Durch den Niedergang des unabhängigen Grossisten Fine Print hätte Anarchy beinahe eingestellt werden müssen. Die Zeitschrift kehrte deshalb nach nur zwei Ausgaben von New York nach Columbia (MO) zurück und wurde dort wieder von der Columbia Anarchist League veröffentlicht, was bis 2006 so bleiben sollte. Mit Stand 2008 wird Anarchy durch ein Kollektiv in Berkeley (CA) veröffentlicht.
Die Zeitschrift ist frei von Werbung. Durch Anarchy wurden bisher zwei Bücher herausgegeben: The Papalagi, die Neuausgabe der Übersetzung eines Buchs von Erich Scheurmann, und The Revolution of Everyday Life  von Raoul Vaneigem, auf Deutsch unter dem Titel Handbuch der Lebenskunst für die jungen Generationen erschienen.

## Ausrichtung und Autoren
Die Veröffentlichungen in Anarchy gelten als Vorreiter der Post-left anarchy, einer neueren Strömung im Anarchismus, die sich von linken Ideologien, insbesondere einem linken Autoritarismus emanzipieren will. Post-left anarchy hat sich besonders seit dem Zusammenbruch der Sowjetunion und der von ihr beherrschten Staaten entwickelt, und wird durch Anarchy-Autoren wie Aragorn! und Lawrence Jarach (beide Teil des Berkeley-Kollektivs), John Zerzan, Bob Black, und Wolfi Landstreicher (letzterer auch unter den Pseudonymen Feral Faun und Feral Ranter) geprägt.
John Zerzan gilt als der bekannteste Vertreter des Anarcho-Primitivismus. Da in der Zeitschrift wiederholt primitivistische Autoren veröffentlicht haben, wurde Anarchy von linken Kritikern wie Ruth Kinna als „primitivistisch“ bezeichnet. Es erschienen jedoch auch Kritiken des Primitivismus von McQuinn, Jarach und anderen.
Bob Black ist vor allem für sein Buch The Abolition of Work  bekannt, das in mehrere Sprachen übersetzt wurde und an verschiedenen Orten erschien. Die erste größere Verbreitung erreichte der Essay als Beilage in Anarchy 1986. Black hat daneben in der Zeitschrift Kritik an Linken und linken Anarchisten wie Ward Churchill, Fred Woodworth, Chaz Bufe und Murray Bookchin veröffentlicht.
Wolfi Landstreicher schreibt inzwischen aus der Perspektive des Insurrectionary anarchism (Insurrektionalismus), einer Strömung des Anarchismus, in der formelle Organisationen wie Gewerkschaften oder Gruppen mit einem festen politischen Programm abgelehnt werden. Stattdessen werden Direkte Aktion und informelle Organisation unter Einschluss von Nichtanarchisten propagiert. Der Insurrectionary anarchism wurde durch Renzo Novatore und Alfredo Bonanno geprägt, deren Werke Wolfi Landstreicher übersetzt hat, und die Sympathie für den allgemeinen, spontanen und unvermittelten Aufstand mit dem Egoismus von Max Stirner kombinieren.